# Рашко Хаджистойчев
Д-р Рашко Хаджистойчев е български фелдшер, хекимин (лекар) на копривщенските въстаници през Априлската епопея от 1876 година.
Първоначално получава образование в родния си град при учителите Йоаким Груев и Георги Обренович. Във времето след смъртта на баща му отива в Пловдив и работи като писар при Салчо Чомаков. След време Рашко за малко изучава зъболекарското изкуство в Цариград, а след това е фелдшер във военната болница „Бехрие“. През 1861 г. се мести в София и работи пак като фелдшер към турската армия, като същевременно открива и своя частна аптека на Говеждия пазар.
С делата на Българския революционен комитет Рашко Хаджистойчев се запознава през 1867 г. чрез Димитър Трайкович и става посветен сътрудник на делото. Същата тази година турските власти в опитите си да заловят Васил Левски обкръжават хана на Трайкиович, изземват откритите документи, а по тях научават и за ролята му в комитетските дела. След тези събития забегналият Рашко се укрива при игумена на Кремиковския манастир Авксентий. Проводен е от отеца преоблечен в шопски дрехи и се прибира в родния си град. В Копривщица отново практикува хирургия и медицина, разделени по това време на два клона на науката.
През 1875 г. след запознанството си с Христо Търнев бива запознат с комитетските дела в град Пловдив. Посредством получените препоръки присъства на възстановяването на Копривщенския комитет, състояло се в къщата на Танчо Шабанов с участието и на Георги Бенковски. На това съвещание двамата със съученика си Бенковски си разменят полученото от Рашко препоръчително писмо. Тук Бенкоивски изважда от чантата си цветни ивички, които съединени с подобните им поставени на писмото дават думите „Средна гора“. Това е таен знак, че двамата са в общото дело.
Рашко Хаджистойчев е деен участник при подготовката на въстанието. След разкритието от турските власти и пристигането на Неджиб ага за планираните арести в Копривщица, войводата Тодор Каблешков свиква комитета в дома на Рашко, където и се взима решение за преждевременно вдигане на бунта.
След кратката радост от успеха и последвалия погром, Рашко Хаджистойчев е арестуван и откаран в Златица, а впоследствие в София. След установяване на самоличността му по изискване е преместен за водене на следствие в Пловдив. При проведените разпити той отрича всички обвинения, но ги подписва с уговорката, че не ги приема. В затвора има среща с Цариградската комисия, начело с Петфер ефенди, председател на криминалните съдилища. При прочитането на показанията му той в общи линии заявява, че ако няма правда на този свят, то и на онзи ще я изисква от тях.
В зандана човекът е измъчван, вързан, така че едвам с върховете на пръстите си да достига до пода и е поливан от капещата смесена с мръсотии вода.
Рашко Хаджистойчев е освободен на 16 ноември 1876 година поради липса на доказателства по обвиненията. По време на Освобождението вече е старши фелдшер при изтъкнатите лекари д-р Ораховец, д-р Головина и д-р Гребенаров.
Сведения за донеслия съществен принос за Източнорумелийското здравеопазване Рашко Хаджистойчев дава неговият син Стоян Хаджистойчев в спомените си от 1922 г.

## Семейство
Деца: Кунка, Стойчо, Мария, Стоян

## Признание
Общинският здравен център в град Копривщица е наименуван „Доктор Рашко Хаджистойчев“.